# Aerope (córka Cefeusza)
Aerope (gr. Ἀερόπη Aerópē, łac. Aerope) – w mitologii greckiej królewna.
Uchodziła za córkę Cefeusza (Kefeusa). Umarła przy porodzie syna Aeroposa (Aeropusa), którego miała ze swoim kochankiem bogiem Aresem.